# Hamari Traoré
Hamari Traoré (Bamako, Malí, 27 de enero de 1992) es un futbolista maliense que juega de defensa en la Real Sociedad de la Primera División de España.

## Selección nacional
Es internacional con la selección de fútbol de Malí. Debutó en 2015, disputando su primer encuentro frente a la selección de fútbol de Burkina Faso.

## Estadísticas

### Clubes
Actualizado al último partido disputado el 1 de septiembre de 2024.
| Club                       | Div.          | Temporada     | Liga  | Liga  | Copas nacionales | Copas nacionales | Copas internacionales | Copas internacionales | Total | Total |
| Club                       | Div.          | Temporada     | Part. | Goles | Part.            | Goles            | Part.                 | Goles                 | Part. | Goles |
| -------------------------- | ------------- | ------------- | ----- | ----- | ---------------- | ---------------- | --------------------- | --------------------- | ----- | ----- |
| Paris F. C. Francia        | 3.ª           | 2012-13       | 16    | 0     | 0                | 0                | ―                     | ―                     | 16    | 0     |
| Paris F. C. Francia        | Total club    | Total club    | 16    | 0     | 0                | 0                | 0                     | 0                     | 16    | 0     |
| Paris F. C. II Francia     | 5.ª           | 2012-13       | 10    | 0     | ―                | ―                | ―                     | ―                     | 10    | 0     |
| Paris F. C. II Francia     | Total club    | Total club    | 10    | 0     | 0                | 0                | 0                     | 0                     | 10    | 0     |
| Lierse S. K. · Bélgica     | 1.ª           | 2013-14       | 15    | 0     | 1                | 0                | ―                     | ―                     | 16    | 0     |
| Lierse S. K. · Bélgica     | 1.ª           | 2014-15       | 37    | 1     | 1                | 0                | ―                     | ―                     | 38    | 1     |
| Lierse S. K. · Bélgica     | Total club    | Total club    | 52    | 1     | 2                | 0                | 0                     | 0                     | 54    | 1     |
| Stade de Reims Francia     | 1.ª           | 2015-16       | 33    | 2     | 1                | 0                | ―                     | ―                     | 34    | 2     |
| Stade de Reims Francia     | 2.ª           | 2016-17       | 31    | 2     | 2                | 0                | ―                     | ―                     | 33    | 2     |
| Stade de Reims Francia     | Total club    | Total club    | 64    | 4     | 3                | 0                | 0                     | 0                     | 67    | 4     |
| Stade Rennes F. C. Francia | 1.ª           | 2017-18       | 30    | 0     | 3                | 0                | ―                     | ―                     | 33    | 0     |
| Stade Rennes F. C. Francia | 1.ª           | 2018-19       | 34    | 0     | 7                | 0                | 8                     | 0                     | 49    | 0     |
| Stade Rennes F. C. Francia | 1.ª           | 2019-20       | 27    | 0     | 6                | 1                | 4                     | 0                     | 37    | 1     |
| Stade Rennes F. C. Francia | 1.ª           | 2020-21       | 35    | 1     | 1                | 0                | 6                     | 0                     | 42    | 1     |
| Stade Rennes F. C. Francia | 1.ª           | 2021-22       | 33    | 3     | 1                | 0                | 8                     | 0                     | 42    | 3     |
| Stade Rennes F. C. Francia | 1.ª           | 2022-23       | 31    | 1     | 2                | 0                | 3                     | 0                     | 36    | 1     |
| Stade Rennes F. C. Francia | Total club    | Total club    | 190   | 5     | 20               | 1                | 29                    | 0                     | 239   | 6     |
| Real Sociedad · España     | 1.ª           | 2023-24       | 31    | 0     | 2                | 0                | 7                     | 0                     | 40    | 0     |
| Real Sociedad · España     | 1.ª           | 2024-25       | 4     | 0     | 0                | 0                | 0                     | 0                     | 4     | 0     |
| Real Sociedad · España     | Total club    | Total club    | 35    | 0     | 2                | 0                | 7                     | 0                     | 44    | 0     |
| Total carrera              | Total carrera | Total carrera | 367   | 10    | 27               | 1                | 36                    | 0                     | 430   | 11    |

## Palmarés

### Títulos nacionales
| Título          | Club                | País    | Año  |
| --------------- | ------------------- | ------- | ---- |
| Copa de Francia | Stade Rennais F. C. | Francia | 2019 |